# Stein von Othmarschen

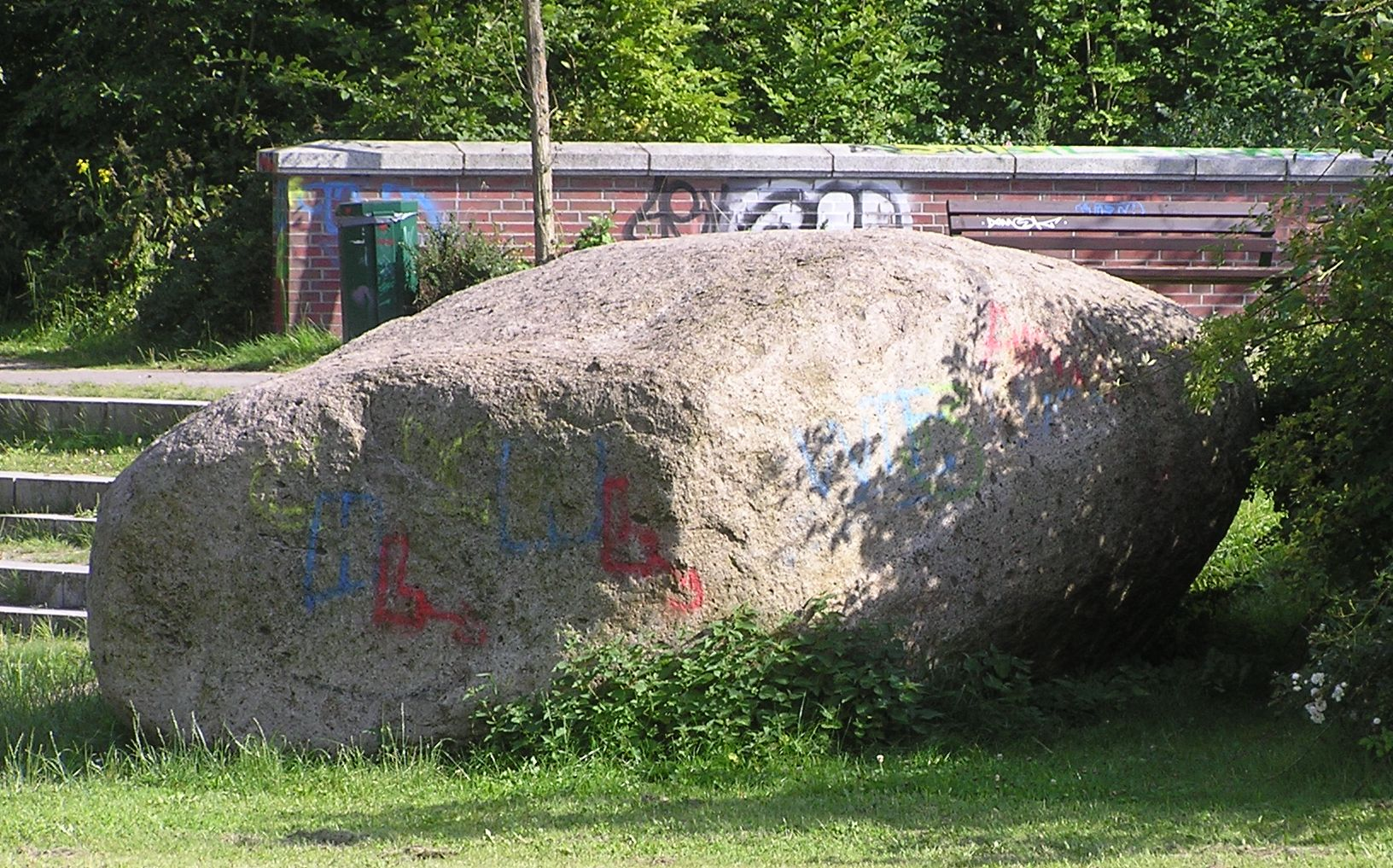
Der Stein von Othmarschen im Park über dem Neuen Elbtunnel, August 2012

Der Stein von Othmarschen ist ein Findling, der am 9. März 1998 bei Vorarbeiten für den Ausbau des Elbtunnels auf vier Röhren in Hamburg-Othmarschen gefunden wurde. Vom Fundzeitpunkt bis zum Auffinden des Alten Schweden war er der größte Findling auf Hamburger Gebiet. Er wird als Nummer 23 von 30 auf der Liste der Geotope im Hamburger Raum des Geologischen Landesamtes geführt, ist bisher aber nicht als Naturdenkmal geschützt.

## Beschreibung
Dieser 22 Kubikmeter große  Stein hat ein Gewicht von etwa 60 t und die Abmessungen sind  4,9 × 3,5 × 2,2 m. Forschungen des Mineralogisch-Petrographischen Instituts der Universität Hamburg und Untersuchungen des Geologischen Landesamtes ergaben, dass dieser Findling ebenso wie der Alte Schwede zu den „jüngeren Smålandgraniten“ gehört. Das Alter dieser Granite wird auf 1,7 bis 1,8 Milliarden Jahre geschätzt. Er wurde im Laufe der Saaleeiszeit im Gletscher aus der Gegend um Målilla (im südlichen Schweden) nach Hamburg transportiert. Auf der Oberseite ist der Findling verwittert. Im unteren Bereich sind jedoch deutliche Spuren von Detersion erkennbar. Dies spricht dafür, dass der Granit nicht vor dem Eis hergeschoben, sondern im Eis liegend transportiert wurde.

## Lage
Der Findling befindet sich heute im südlichen Bereich des Grothparks über dem Elbtunnel, nahe der Bernadottestraße.